# Heilig Hartbeeld (Steyl, Heilig Hartklooster, tuinmuur)
Het Heilig Hartbeeld is een standbeeld in de tuinmuur van het Heilig Hartklooster in de Nederlandse plaats Steyl, in de provincie Limburg.

## Achtergrond
Arnold Janssen was stichter van de congegaties van de Missionarissen van Steyl (1875), de Missiezusters Dienaressen van de Heilige Geest (1889) en de Dienaressen van de Heilige Geest van de Altijddurende Aanbidding (1896). De Missiezusters waren vanaf 1904 gevestigd in het Heilig Hartklooster aan de Zusterstraat.
In het kloosterdorp Steyl is een aantal Heilig Hartbeelden te vinden: op de Heilig Hartheuvel en in de vijver van het Missiehuis St. Michaël, in de tuin van het Slotklooster en in de tuin en in de tuinmuur van het Heilig Hartklooster.

## Beschrijving
Het beeld toont een staande Christusfiguur in orantehouding. Hij is gekleed in een lang, gedrapeerd gewaad. Op zijn borst is het Heilig Hart zichtbaar. 
Het beeld is geplaatst in een nis in de bakstenen tuinmuur tegenover de ingang van het klooster. Onder het beeld staat het opschrift 

PAX VOBIS

## Waardering
Het beeld werd in 2004 in het monumentenregister ingeschreven als rijksmonument. "Het beeld van Christus als Goede Herder in de kloostertuin met -park behorende bij het Heilig Hartklooster van de Missiezusters te Steyl vertegenwoordigt algemeen belang wegens: de ouderdom; de zeldzaamheid; de gave staat van behoud; de betekenis voor de geschiedenis van het religieuze erfgoed; de functionele, historische en ruimtelijke betrokkenheid op het Heilig Hartklooster."